# Coppa delle Coppe 1972-1973 (pallacanestro maschile)
La Coppa delle Coppe 1972-1973 di pallacanestro maschile venne vinta dallo Spartak Leningrado.

## Risultati

### Primo turno
| Squadra 1                      | Totale    | Squadra 2    | Andata | Ritorno |
| ------------------------------ | --------- | ------------ | ------ | ------- |
| Vllaznia                       | 121 - 152 | Galatasaray  | 57-64  | 54-60   |
| Cercle Municipal de Casablanca | 124 - 206 | Mounier Wels | 66-99  | 58-107  |
| Crystal Palace                 | 147 - 154 | Benfica      | 76-77  | 71-77   |

### Secondo turno
| Squadra 1            | Totale    | Squadra 2            | Andata | Ritorno |
| -------------------- | --------- | -------------------- | ------ | ------- |
| Galatasaray          | 121 - 152 | Śląsk Wrocław        | 55-73  | 66-79   |
| Mobilquattro Milano  | 193 - 114 | Union Neuchâtel      | 100-62 | 84-52   |
| Raak Punch           | 165 - 175 | Olympiakos Pireo     | 88-68  | 77-107  |
| Spartak ZJŠ Brno     | 189 - 156 | Mounier Wels         | 107-73 | 82-83   |
| Solna IF             | 188 - 150 | Helsingin NMKY       | 93-61  | 95-89   |
| Csepel               | 116 - 165 | Olympique Antibes    | 55-81  | 61-84   |
| Sparta Bertrange     | 121 - 187 | Juventud Schweppes   | 63-92  | 58-95   |
| KR Reykjavík         | 107 - 229 | MTV Gießen           | 56-127 | 51-102  |
| Levski-Spartak Sofia | 141 - 144 | Jugoplastika Spalato | 70-65  | 71-79   |
| Benfica              | 166 - 203 | Racing Antwerpen     | 86-83  | 80-120  |
| Maccabi Ramat Gan    | 150 - 153 | Steaua Bucarest      | 83-72  | 67-81   |

Spartak Leningrado qualificato automaticamente agli ottavi.

### Ottavi di finale
| Squadra 1         | Totale    | Squadra 2            | Andata | Ritorno |
| ----------------- | --------- | -------------------- | ------ | ------- |
| Śląsk Wrocław     | 139 - 145 | Mobilquattro Milano  | 69-60  | 70-85   |
| Olympiakos Pireo  | 161 - 170 | Spartak ZJŠ Brno     | 87-94  | 74-76   |
| Solna IF          | 131 - 219 | Spartak Leningrado   | 67-115 | 64-104  |
| Olympique Antibes | 139 - 149 | Juventud Schweppes   | 67-71  | 72-78   |
| MTV Gießen        | 166 - 191 | Jugoplastika Spalato | 84-99  | 82-92   |
| Racing Antwerpen  | 150 - 152 | Steaua Bucarest      | 80-76  | 70-76   |

### Quarti di finale

#### Gruppo A
|    | Squadra             | G | V | P | PF  | PS  | Dif | P.ti |
| -- | ------------------- | - | - | - | --- | --- | --- | ---- |
| 1. | Spartak Leningrado  | 2 | 2 | 0 | 290 | 267 | +23 | 4    |
| 2. | Mobilquattro Milano | 2 | 1 | 1 | 300 | 288 | +12 | 3    |
| 3. | Spartak ZJŠ Brno    | 2 | 0 | 2 | 313 | 348 | -35 | 2    |

#### Gruppo B
|    | Squadra              | G | V | P | PF  | PS  | Dif | P.ti |
| -- | -------------------- | - | - | - | --- | --- | --- | ---- |
| 1. | Jugoplastika Spalato | 2 | 2 | 0 | 314 | 295 | +19 | 4    |
| 2. | Juventud Schweppes   | 2 | 1 | 1 | 296 | 298 | -2  | 3    |
| 3. | Steaua Bucarest      | 2 | 0 | 2 | 294 | 311 | -17 | 2    |

|  | Qualificate alle semifinali |
|  | Eliminata                   |

### Semifinali
| Squadra 1            | Totale    | Squadra 2           | Andata | Ritorno |
| -------------------- | --------- | ------------------- | ------ | ------- |
| Spartak Leningrado   | 152 - 118 | Juventud Schweppes  | 95-64  | 57-54   |
| Jugoplastika Spalato | 166 - 163 | Mobilquattro Milano | 96-81  | 70-82   |

### Finale
| Squadra 1          | Risultato | Squadra 2            |
| ------------------ | --------- | -------------------- |
| Spartak Leningrado | 77 - 62   | Jugoplastika Spalato |

| Coppa delle Coppe 1972-1973  |
| ---------------------------- |
| Spartak Leningrado 1º titolo |

## Formazione vincitrice
| N° | Naz.                        | Ruolo | Sportivo            |  | Alt. |  |
| -- | --------------------------- | ----- | ------------------- |  | ---- |  |
| 4  | Unione Sovietica (bandiera) |       | Ivan Rozhin         |  |      |  |
| 5  | Unione Sovietica (bandiera) | P     | Jurij Pavlov        |  |      |  |
| 6  | Unione Sovietica (bandiera) | P     | Aleksandr Bol'šakov |  |      |  |
| 7  | Unione Sovietica (bandiera) | C     | Ivan Dvornyj        |  |      |  |
| 8  | Unione Sovietica (bandiera) |       | Michail Silant'ev   |  |      |  |
| 9  | Unione Sovietica (bandiera) | A     | Evgenij Volchkov    |  |      |  |
| 10 | Unione Sovietica (bandiera) | A     | Andrej Makeev       |  |      |  |
| 11 | Unione Sovietica (bandiera) | A     | Valerij Fjodorov    |  |      |  |
| 12 | Unione Sovietica (bandiera) | A     | Jurij Štukin        |  |      |  |
| 13 | Unione Sovietica (bandiera) | A     | Sergej Kuznetsov    |  |      |  |
| 14 | Unione Sovietica (bandiera) | C     | Aleksandr Belov     |  |      |  |
| 15 | Unione Sovietica (bandiera) | C     | Leonid Ivanov       |  |      |  |
|    | Unione Sovietica (bandiera) | G     | Vladimir Arzamaskov |  |      |  |
|    | Unione Sovietica (bandiera) |       | Vladimir Yakovlev   |  |      |  |
|    | Unione Sovietica (bandiera) | All.  | Vladimir Kondrašin  |  |      |  |